# Jonathan Stenbäcken
Jonathan Stenbäcken (født 7. januar 1988 i Vårgårda, Sverige) er en svensk håndboldspiller, der spiller for IK Sävehof og Sveriges håndboldlandshold.